# Гендерні стратегії
Ґендерні стратегії — це визначення суспільно значущих ґендерних напрямків у діяльності соціумів і їхніх організаційних структур, спрямованих на утвердження ґендерної демократії в суспільстві з метою розвитку ґендерної культури.